# Andrea Lombardini (carabiniere)
Andrea Lombardini (Borghi, 23 aprile 1940 – Argelato, 5 dicembre 1974) è stato un militare italiano, Brigadiere dell'Arma dei Carabinieri vittima delle Brigate Rosse, insignito di Medaglia d'oro al valor civile (alla memoria).